# Габијано
Габијано (итал. Gabiano) је насеље у Италији у округу Алесандрија, региону Пијемонт.
Према процени из 2011. у насељу је живело 337 становника. Насеље се налази на надморској висини од 281 м.

## Становништво
| 1936. | 1951. | 1961. | 1971. | 1981. | 1991. | 2001. | 2011. |
| ----- | ----- | ----- | ----- | ----- | ----- | ----- | ----- |
| 2.469 | 2.167 | 1.805 | 1.545 | 1.471 | 1.360 | 1.259 | 1.212 |